# Diribitorium
Das Diribitorium war ein großer Saal im antiken Rom. Er diente zum Sondern und Auszählen der Stimmtäfelchen bei Wahlen und Volksabstimmungen der Römischen Republik. 

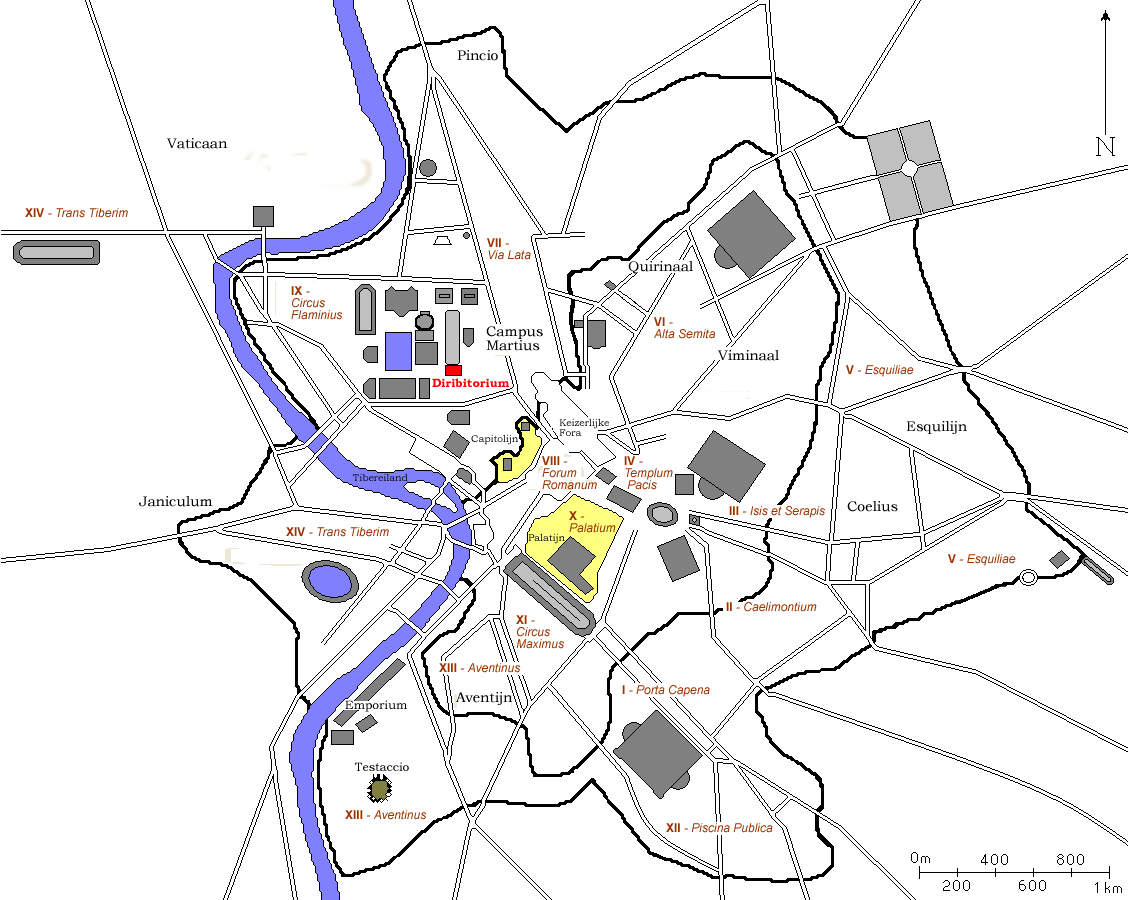
Lage des Diribitoriums nach Coarelli im Stadtplan des antiken Rom

## Geschichte
Im ersten Jahrhundert v. Chr. ging die Römische Republik durch verschiedene Gesetze (leges tabellariae) zu schriftlichen Abstimmungen über. Zuvor nahmen vom jeweiligen Magistrat  ernannte rogatores die Stimmen entgegen und vermerkten sie auf Tafeln. Mit der schriftlichen Abstimmung wurden nun die von den Dienern des Magistrats verteilten Täfelchen nach Erfüllung des Votums in Stimmkisten (cistae) gelagert, die von custodes beaufsichtigt wurden, die man gewohnheitsmäßig weiter rogatores nannte, nach ihrer Beschäftigung aber eigentlich diribitores waren.
Ein Saal für diese Tätigkeit wurde auf dem Marsfeld erbaut von Agrippa und im Jahr 8 v. Chr. von Augustus eingeweiht. Claudius soll vom Dach des diribitorium den Brand der Aemiliana beobachtet haben. Nach einem Brand unter Titus im Jahr 80 n. Chr. konnte das Dach des Gebäudes nicht wieder aufgebaut werden. Cassius Dio erwähnt es noch zu seiner Zeit (frühes 3. Jahrhundert) als unüberdacht (ἀχανής).

## Bauwerk
Das Gebäude kann heute nicht mehr exakt lokalisiert werden. Christian Hülsen kam zu der Ansicht, das Diribitorium – wahrscheinlich eine große Halle – könnte das Obergeschoss der Saepten gebildet haben, in deren Nähe es ohnehin vermutet wird. Laut dem severischen Stadtplan Roms, der Forma Urbis Romae, bildete die Westwand des Diribitorium die Verlängerung der Westwand der Saepta, erstreckte sich von dort also weiter nach Osten, während seine Nordwand mittels eines Korridors mit den Saepta verbunden war. Entsprechend lokalisiert es Filippo Coarelli an der Südseite der Saepta in Nachbarschaft zu den Portiken des Pompeius und der Villa publica.
Das Diribitorium verfügte über ein aufwendiges Dach, das bis ins Jahr 230 n. Chr. das am weitesten gespannte Dach darstellte. Verwendung fanden hierzu Stämme der Lärche, die 100 römische Fuß lang und eineinhalb Fuß breit waren (etwa 29,6 × 0,45 m) – vermutlich deshalb konnte dieses nach dem Brand 80 n. Chr. nicht wieder hergestellt werden. Ein nicht verbauter Stamm wurde als Kuriosum in den Saepta ausgestellt.